# Marc Atili Règul (cònsol 227 i 217 aC)
Marc Atili Règul (en llatí: Marcus Atilius M. f. M. n. Regulus) va ser un magistrat romà. Era fill de Marc Atili Règul (cònsol 267 i 256 aC). Formava part de la gens Atília.
Va ser elegit cònsol l'any 227 aC per primera vegada, junt amb Publi Valeri Flac, però aquell any no hi va haver cap esdeveniment d'importància. Va ser elegit cònsol per segona vegada el 217 aC ocupant el lloc de Gai Flamini que havia mort a la batalla del llac Trasimè i va fer la guerra contra els samnites amb el seu col·lega Servili Gemí. Al final del seu període es va prorrogar el seu imperium, car encara no s'havien elegit els nous cònsols, fins que van ser elegits Emili Paule i Terenci Varró.
Es va permetre que Règul tornés a Roma atesa la seva edat, segons Titus Livi, però Polibi diu que va seguir amb els nous cònsols i va morir en la batalla de Cannes l'any 216 aC, on comandava amb Servili la línia central de l'exèrcit. Segurament la primera notícia és la correcta, ja que consta que un Marc Atili Règul va ser triumvir mensarius l'any 215 aC i censor el 214 aC amb Publi Furi Fil. Com a censor va reduir a eraris a tots els que havien volgut sortir de Roma després de Cannes, als que després de ser presoners dels cartaginesos havien pogut anar a Roma temporalment sota paraula d'honor de tornar i no ho havien fet, i en general als que no s'havien volgut allistar sense causa prou justificada. Al final de l'any un dels tribuns de la plebs acabat d'elegir, Metel, que havia estat reduït a erari pels censors, va provar de portar-los a judici davant el poble, però la proposta va ser vetada per altres tribuns. Furi Fil va morir al començament del 213 aC abans de celebrar la purificació del lustrum, i Règul, com era habitual en aquests casos, va deixar el càrrec.